# ميجابكسل
ميجا بيكسل أو ميقا بيكسل (بالإنجليزية: megapixel)‏ مقياس أقصى دقة للصورة التي تستطيع الكاميرا التقاطها فهو مقياس للكثافة النقطية للكاميرا الرقمية. وقيمة واحد ميجا بكسل تعني بأن الكاميرا يمكنها أن تلتقط مليون بكسل،أو مليون نقطة من البيانات ويتم ذلك بضرب طول الصورة بعرضها إذا استخدمنا البكسل لوحدة ويستخدم الميجا بيكسل لقياس مساحة الصور الملتقطة بواسطة الكاميرات الرقمية الحديثة 

## تفصيل
الصورة التي أبعادها 640×480 تكون من فئة 0.3 ميجا بكسل، وصورة بأبعاد 1600×1200 بكسل تكون من مستوى 1.9 ميجا بكسل.
فمثلا إذا أخذنا صورة بطول 2048 بكسل وعرض 1536 بيكسل فإن قوة (دقة) الكاميرا التي التقطتها تكون 3.1 ميغا بكسل، أي أن هذه الكاميرا قادرة على تجزيء الصورة التي تلتقطها إلى 3.1 ميغا بيكسل، وبالتالي كلما كثر عدد البيكسلات في الكاميرا الرقمية الحديثة كانت أكثر دقة ووضوحا.
ويحمل البكسل لونا واحدا، لكن بوجود ملايين البكسلات التي تحمل تدرجات لونية تتشكل الصور .